# Исихара, Синтаро
Синтаро Исихара (яп. 石原 慎太郎, 30 сентября 1932 — 1 февраля 2022) — японский писатель и политик, с 23 апреля 1999 года по 31 октября 2012 года занимавший пост губернатора Токио. С ноября 2012 года до 1 августа 2014 возглавлял Партию возрождения Японии. Известен своими крайне правыми и антиамериканскими взглядами.

## Биография
Синтаро Исихара родился в 1932 году в японском городе Кобе. После начала Второй мировой войны семья переехала в небольшой городок Дзюси, где Синтаро занялся плаванием на купленном ему отцом парусном судне. В 1952 году поступил в престижный университет Хитоцубаси, который окончил в 1956 году. Всего два месяца спустя он был удостоен престижной литературной премии Акутагавы за свой роман «Время солнца» (яп. 太陽の季節). Студия Nikkatsu приобрела права на экранизацию произведения, а на главную роль в фильме был приглашён Юдзиро Исихара — брат Синтаро. Публикация книги и выпуск фильма положили начало новой молодёжной субкультуре послевоенного поколения.
В 1960-х Синтаро Исихара продолжил свою карьеру писателя, посвятив себя написанию драматических произведений, романов и музыкальной версии «Острова сокровищ». Совершал он и довольно незаурядные поступки: часто гонял в море на своей яхте «The Contessa», достиг на собачьих упряжках Северного полюса и пересёк на мотоцикле Южную Америку. С 1967 по 1968 год проработал военным корреспондентом во Вьетнаме от газеты «Ёмиури симбун».
В 1968 году Исихара вступил в Либерально-демократическую партию (ЛДП) и вскоре стал членом правительства. В 1975 году он выдвинул свою кандидатуру на пост губернатора Токио, однако проиграл выборы социалисту Рёкити Минобэ. В 1980-е годы Исихара стал одной из самых популярных политических фигур ЛДП, однако он не мог заручиться достаточной внутренней поддержкой в партии для формирования фракции и продвижения вверх по карьере.
Его самая известная книга, написанная в 1989 году (в соавторстве с президентом корпорации Sony Акио Моритой), называется «Япония, которая может сказать „нет“» и считается в Японии одним из манифестов антиамериканизма. С тех пор за Исихарой закрепилось прозвище No-сан.
В 1995 году Исихара на время оставил политику, а в 1999 году был избран на пост губернатора Токио. Свою предвыборную кампанию он вёл под лозунгом возвращения под японский контроль американской военной базы близ Токио. Также он выступил инициатором укрупнения Токийского столичного университета.
В 2012 году оказался одним из инициаторов японо-китайского политического конфликта за архипелаг Сенкаку, заявив, что столица Японии собирается купить эти острова в Восточно-Китайском море, на которые также претендует Китай. В том же году Исихара оставил пост губернатора Токио и возглавил Партию возрождения Японии.
Скончался 1 февраля 2022 года.

## Награды
- Большая лента специального класса ордена Бриллиантовой звезды (19 мая 2008 года)